# Edwin Astley
Edwin Thomas „Ted“ Astley  (* 12. April 1922 in Warrington, Cheshire, England; † 19. Mai 1998 in Goring-on-Thames, Oxfordshire, England) war ein britischer Filmkomponist.

## Leben
Edwin T. Astley ging schon im Alter von 14 Jahren von der Schule ab und arbeitete in einer Firma, die Gasöfen herstellte. Er trat dem Royal Army Service Corps bei und begann seine Karriere als Klarinettist und Saxophonist in einem Militärorchester. Nach dem Ende des Zweiten Weltkriegs spielte er in den 1940er Jahren zunächst in verschiedenen Tanzorchestern, bevor er ein eigenes Orchester gründete. In den 1950er Jahren zog er sich von der Bühne zurück und begann als Arrangeur in London zu arbeiten.
Ab 1954 arbeitete er als Komponist für Film und Fernsehen. 1955 schrieb er die Filmmusik zur Filmkomödie Die Maus, die brüllte. In den 1960er Jahren komponierte er die Titelmusik zu verschiedenen Fernsehserien von ITV, darunter Geheimauftrag für John Drake, Simon Templar und Department S.
Sein Thema zu Simon Templar erreichte 1997 in der Version der Band Orbital Position drei der britischen Singlecharts.
In den 1970er Jahren zog sich Astley ins Privatleben zurück. Aus seiner 1945 geschlossenen Ehe mit Hazel Balbirnie gingen zwei Söhne und drei Töchter hervor. Seine älteste Tochter Karen heiratete 1968 Pete Townshend, den Gitarristen von The Who, woraufhin Astley mehrfach als Arrangeur für die Band tätig wurde. Seine Tochter Virginia Astley ist ebenfalls als Musikerin aktiv. Sein Sohn Jon Astley wurde Musikproduzent und Toningenieur.

## Filmografie (Auswahl)
- 1954: Was jede Frau sich wünscht (What Every Woman Wants)
- 1955: Nach Paris der Liebe wegen (To Paris with Love)
- 1958: Ivanhoe
- 1959: Die Maus, die brüllte (The Mouse That Roared)
- 1960: Geheimauftrag für John Drake (Danger Man) (Fernsehserie)
- 1961: Einmal China und zurück (Passport to China)
- 1962: Simon Templar (The Saint) (Fernsehserie)
- 1962: Der Tod fährt mit (Journey into Nowhere)
- 1966: Der Baron (The Baron) (Fernsehserie)
- 1966: Der Todesmutige (The Naked Prey)
- 1969: Department S (Fernsehserie)
- 1969: Randall & Hopkirk – Detektei mit Geist (Randall & Hopkirk (Deceased))
- 1969: Seereise mit Hindernissen (All at Sea)
- 1969: Hermetico – Die unsichtbare Region (The Fiction Makers)
- 1971: Der Panther von Soho (The Man in the Looking Glass)
- 1974: Digby, der größte Hund der Welt (Digby – The Biggest Dog in the World)